# OUFTI-1
OUFTI-1  ist ein belgischer Nanosatellit, der von der Universität Lüttich konstruiert und gebaut wurde. Der Name des Satelliten, OUFTI ist sowohl eine Abkürzung von Orbital Utility For Telecommunication Innovation als auch eine Anspielung auf den Lütticher Ausdruck „oufti“ („Puh!“). OUFTI-1 testete das D-STAR-Protokoll im Orbit. Weiterhin testete der Satellit ein innovatives Energieversorgungssystem, welches von Thales Alenia Space beigesteuert wurde. Die Telemetrie wurde im AX.25-Protokoll übertragen.

## Mission
OUFTI-1 wurde am 25. April 2016 gemeinsam mit den Hauptnutzlasten Sentinel-1B und MicroSCOPE sowie zwei weiteren Kleinsatelliten (e@star 2 und AAUSat 4) mit der VS-14-Mission der Soyuz-2-1a Fregat-M vom russischen Kosmodrom Wostotschny gestartet. Der Start war Teil des Programms Fly Your Satellite der ESA, bei dem es Institutionen der Mitgliedsländer ermöglicht wird kleinere Satelliten zu bauen und zu starten.

## Frequenzen
- Downlink 145,950 MHz FSK AX25 (4,8 kbit/s) und D-STAR
- Downlink 145,980 MHz CW-Bake
- Uplink 435,015 MHz FSK AX25
- Uplink 435,045 MHz D-STAR